# Michael Schwarzmann
Michael Schwarzmann (Kempten, Baviera, 7 de gener de 1991) és un ciclista alemany. Professional des del 2010, actualment corre a l'equip Lotto-Soudal.

## Palmarès
- 2009
  - Vencedor d'una etapa al Rothaus Regio-Tour
- 2016
  - Vencedor d'una etapa al Tour de l'Azerbaidjan

### Resultats a la Volta a Espanya
- 2016. 157è de la classificació general
- 2017. 154è de la classificació general
- 2018. 150è de la classificació general
- 2020. 122è de la classificació general

### Resultats al Giro d'Itàlia
- 2019. 114è de la classificació general
- 2022. 133è de la classificació general